# Styrsö
Styrsö es una pequeña isla y una localidad situada en el municipio de Gotemburgo, en el condado de Västra Götaland, en Suecia. Tenía 1.304 habitantes en 2010.
Se encuentra en el archipiélago sur de Gotemburgo. Transbordadores regulares conectan la isla de Gotemburgo y un puente une Styrsö con Donsö. El vehículo principal de comunicación en la isla es un Ciclomotor de tres ruedas, llamado flakmoped en sueco (Los lugareños lo llaman lastmoppe)

## Véase también

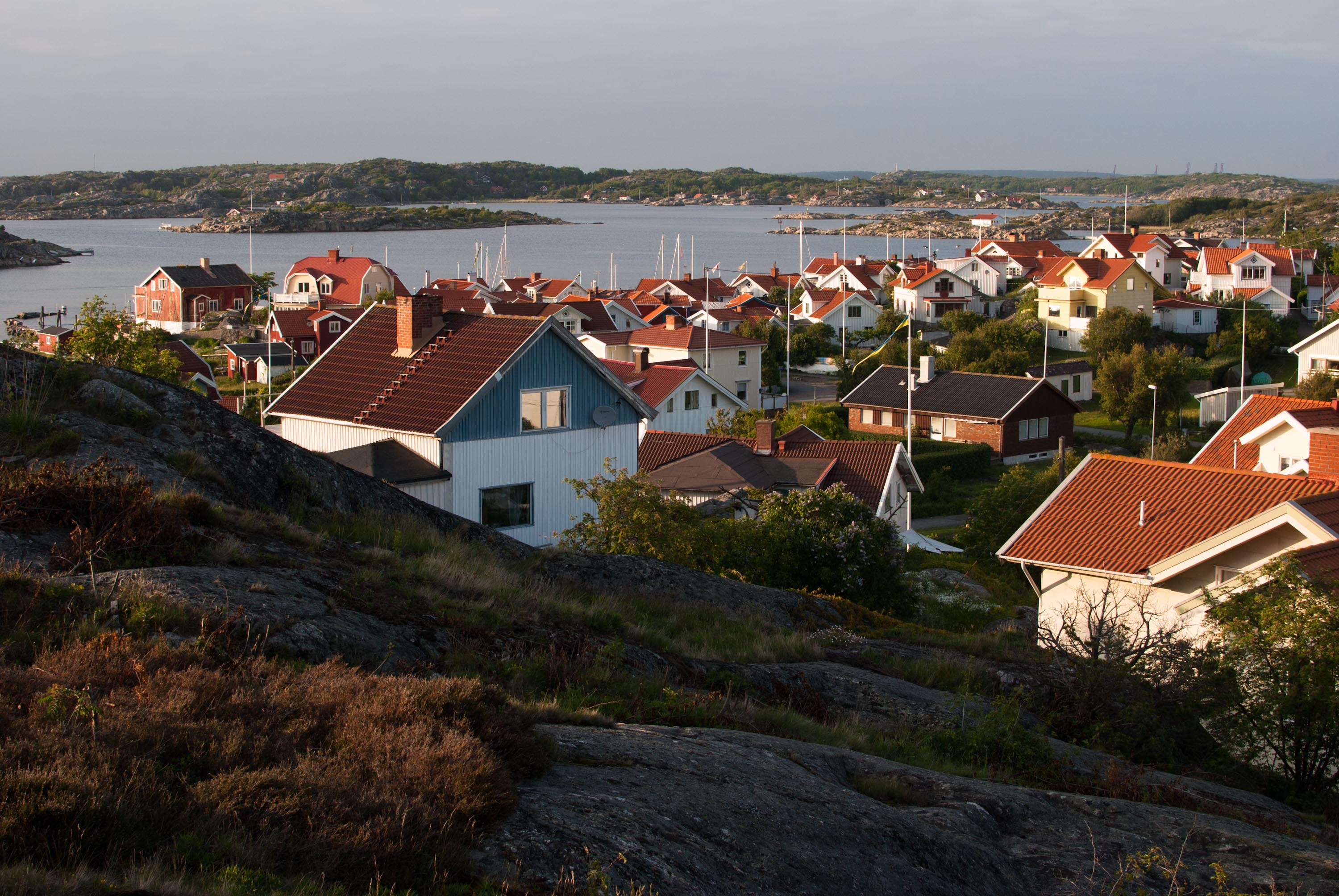
Styrsö